# ميخائيل آيزنك
ميخائيل آيزنك (بالإنجليزية: Michael Eysenck)‏ هو عالم نفس بريطاني، ولد في 8 فبراير 1944.